# Sadao Asada
Sadao Asada é um historiador japonês e professor emérito da Universidade Doshisha, em Kyoto, Japão. Obteve seu Ph.D. na Universidade de Yale, nos Estados Unidos. 

## Vida e Obra
É fluente em língua inglesa, tendo publicado diversos livros em inglês e sido agraciado com diversos prêmios como Edward S. Miller History Prize do instituto militar U.S. Naval War College e o prêmio Louis Knott Koontz Memorial Award da American History Association. Sua carreira acadêmica ganhou notoriedade com o livro  Culture Shock and Japanese-American Relations: Historical Essays, no qual estuda as relações entre Estados Unidos e Japão, dedicando atenção especial para a temática da bomba atômica e rendição japonesa no fim da Segunda Guerra Mundial. Publica na coletânea do ortodoxo historiador estadunidense Robert James Maddox , na qual escreve um artigo discutindo sobre a necessidade da bomba atômica como forma de forçar o rendimento japonês. Embora envolto em muitas controvérsias e críticas , seus textos são influentes tanto no Japão quanto nos Estados Unidos, permitindo uma outra visão de eventos que permitem uma gama tão diferenciada de análises e interpretações. 